# Tiroteio em Midland–Odessa de 2019
Um tiroteio ocorreu em 31 de agosto de 2019, quando várias pessoas foram baleadas em um veículo que viajava entre as cidades de Odessa e Midland, no Texas.  Oito pessoas, incluindo o autor, foram mortas e 25, incluindo três policiais, ficaram feridas. Foi o terceiro assassinato em massa ocorrido nos Estados Unidos em agosto de 2019, juntamente com o tiroteio em El Paso Walmart e o tiroteio em Dayton. 
A polícia de Odessa descreveu o atirador como Seth Aaron Ator, 36 anos, recém-demitido, um caminhoneiro de Odessa,  o qual eles atiraram e mataram do lado de fora de um cinema.   

## Incidente
O tiroteio começou às 15h17 (horário local) durante uma parada de trânsito na Interestadual 20, onde um soldado do estado do Texas foi baleado enquanto tentava parar um Honda  devido a uma falha em sinalizar uma curva à esquerda.  O suspeito continuou em Odessa, Texas, e atirou em outra pessoa na Interestadual.  Em Odessa, ele abandonou a Honda, sequestrou um caminhão do Serviço Postal dos Estados Unidos, matou o carteiro,  e continuou a dirigir e atirar as pessoas antes que a polícia encurralou e matou-o no estacionamento de um cinema Cinergy.  

## Vítimas
O atirador matou sete pessoas, com idades entre 15 e 57 anos.   Outros dezessete foram hospitalizados por ferimentos.  Entre os feridos estão três policiais: um policial estadual do Texas, um policial de Midland e um policial de Odessa. A vítima mais jovem é uma criança ferida de 17 meses.  Um dos mortos era um funcionário dos correios do SPEU, de 29 anos, que dirigia o caminhão do serviço postal que Ator sequestrou. 

## Autor
No dia seguinte ao tiroteio, a polícia identificou o atirador como Seth Aaron Ator, de 36 anos, de Odessa.   Ele cresceu em Lorena, Texas, e frequentou uma faculdade comunitária em Waco.   Ele havia sido preso em Waco, Texas, em 2001, por invadir e fugir da prisão, à qual se declarou culpado em 2002. 
Os agentes revistaram a casa do atirador, localizada a oeste de Odessa. Uma vizinha disse que sua casa não tinha água encanada ou eletricidade, e às vezes ele atirava em animais do telhado, sobre os quais ela havia reclamado à polícia.  Ele não deixou presença on-line e nenhum parente foi encontrado para comentar. Outra vizinha disse à Associated Press que a família dela morava perto de Ator nos últimos cinco meses e tinha medo dele, devido ao coelho noturno atirando e batendo na porta deles no início da manhã. 

## Reações
A Universidade do Texas da Bacia do Permiano foi colocada em confinamento devido à sua proximidade com o tiroteio. 
Vários políticos emitiram declarações sobre o tiroteio, incluindo Donald Trump, o senador do Texas Ted Cruz, o representante do Texas Mike Conaway, o governador do Texas Greg Abbott e o procurador-geral do Texas Ken Paxton.     Os democratas geralmente pediam mais leis de controle de armas, enquanto os republicanos geralmente ofereciam pensamentos e orações, pediam mudanças culturais e culpavam os problemas de doenças mentais.  
Matt Schaefer, da Câmara dos Deputados do Texas, rejeitou restrições mais severas às armas que violam os direitos das armas "dados por Deus"; em vez disso, ele defendeu um "SIM a Deus" e um "SIM a orar por proteção".    